# Sweet Impact
Sweet Impact è un singolo della cantante sudcoreana BoA, pubblicato nel 2007.

## Tracce
CD Prima edizione
1. Sweet Impact – 5:02
2. Bad Drive – 3:31
3. So Real (ArmySlick's Scratch Build Vocal) – 4:39
4. Sweet Impact (TV Mix) – 5:02
5. Bad Drive (TV Mix) – 3:28

CD Edizione Standard
1. Sweet Impact – 5:02
2. Bad Drive – 3:31
3. Sweet Impact (TV Mix) – 5:02
4. Bad Drive (TV Mix) – 3:28

DVD
1. Sweet Impact (video clip) – 5:06